# Stadsbrand van Utrecht (1017)
In de stad Utrecht woedde in 1017 een stadsbrand die onder meer de zogenaamde 'Dom van Balderik' verwoestte.
Deze afgebrande kerk was rond 920 tijdens het bewind van bisschop Balderik gebouwd. Onder auspiciën van bisschop Adelbold II (1010-1026) werd de dom vervangen door een nieuwe kathedraal in Romaanse stijl.